# Найт, Пегги
Маргарит Диана Фрэнсис «Пегги» Найт, в замужестве Смит MBE (англ. и фр. Marguerite Diana Frances "Peggy" Knight-Smith; 19 апреля 1920 — 2004) — британская и французская разведчица, агент Управления специальных операций, служащая Женской транспортной службы и курьер Движения Сопротивления во Франции времён ВМВ.

## Биография до разведки
Маргарит Найт, более известная как «Пегги», родилась 19 апреля 1920 в семье капитана Альфреда Рекса Найта и его жены Шарлотт Беатрис Мари Дитковски. До войны работала машинисткой в компании Asea Electric Company в Уолтхэмстоу, на северо-востоке Лондона.

## В годы войны
Благодаря тому, что для Маргарит родными были и английский и французский языки, её взяли на работу в британскую разведку. Весной 1944 года несколько человек из Управления специальных операций встретили Пегги в кафе, где заслушались её французской речью. Сразу же они предложили ей работу в Управлении специальных операций. 11 апреля 1944 Найт начала обучение в школе в Вонборо. За две недели она прошла курс обучения в Тэйм-Парк (Солтмарш), совершив один прыжок с парашютом с обычного воздушного шара (хотя по правилам, необходимо было совершить как минимум три таких прыжка для полноценной подготовки), после чего была отправлена в оккупированную Францию, где ей предстояло работать курьером.
Под именем «Николь» Найт была включена в разведывательную сеть «Донкимэн». После высадки союзников в Нормандии Найт начала совершать неоднократные походы за линию фронта, собирая всю информацию и перехватывая сообщения. Также Пегги как минимум один раз отличилась в бою, уничтожив несколько немцев из именного пистолета-пулемёта STEN во время атаки на немецкую колонну.
В конце 1944 года группа французских разведчиков после предательства разведчика Роджера Бардета была раскрыта и арестована нацистами (многие из арестованных были замучены в нацистских концлагерях), однако Найт чудом избежала этой участи. Она оказалась в числе 30 человек, которые сумели оказать сопротивление нацистам и вырваться из кольца окружения. Бардет был приговорён к смерти, однако приговор был обжалован, и в 1955 году тот вышел на свободу. В конце 1944 года Найт оставила разведслужбу.

## Награды
За свою службу Пегги Найт была награждена Орденом Британской империи, французским Военным крестом и американской Президентской медалью Свободы.